# Rudolf Kotormány
Rudolf Kotormány (n. 23 ianuarie 1911 în Timișoara – d. 2 august 1983) a fost un fotbalist român, care a jucat în echipa națională de fotbal a României la Campionatul Mondial de Fotbal din 1934 (Italia).